# 亜寒帯低圧帯

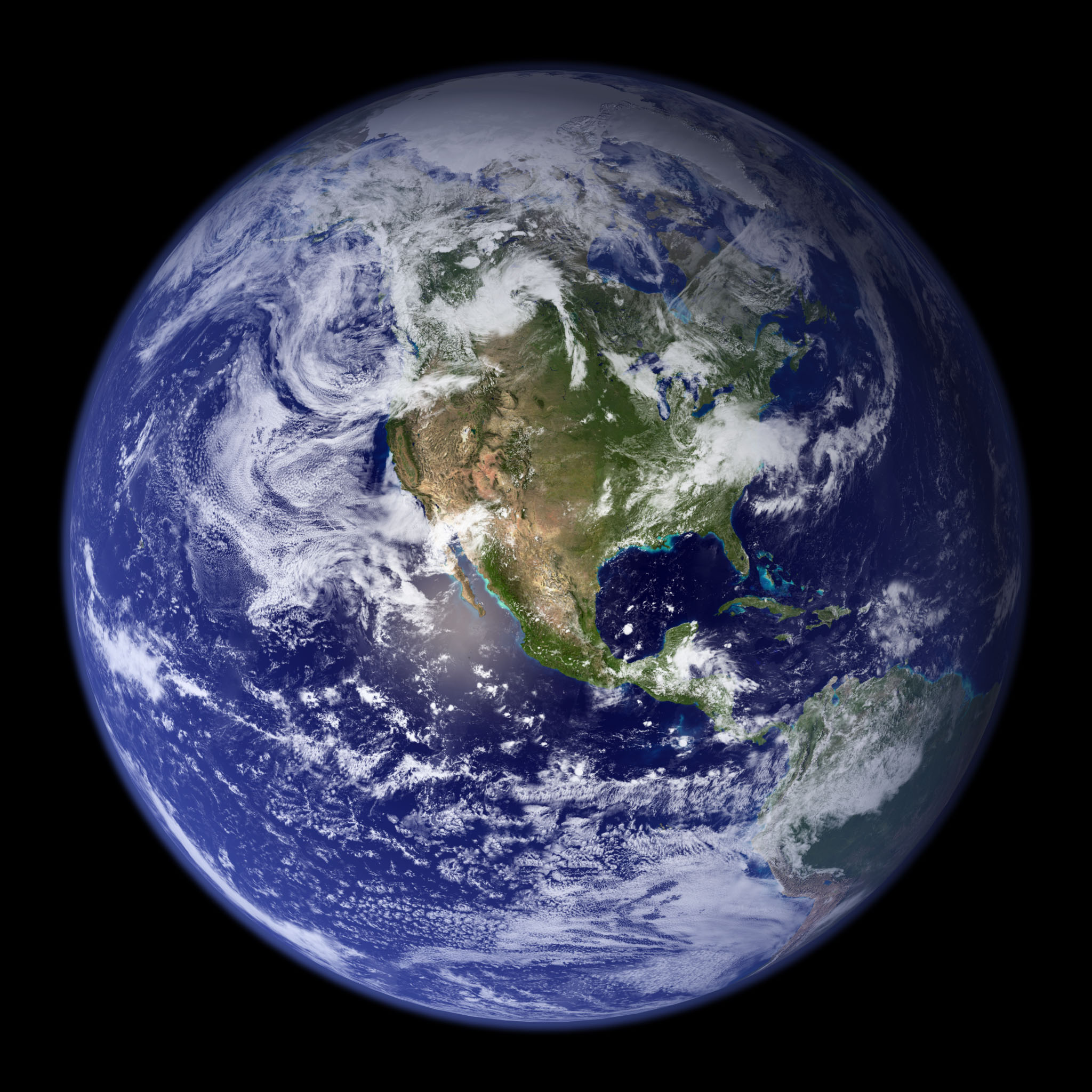
中央よりやや上が北半球の亜寒帯低圧帯。低気圧が次々通過し、雨と晴れが交互に訪れる。

亜寒帯低圧帯（あかんたいていあつたい）とは、北緯60度・南緯60度付近に形成される、周囲より気圧が低くなっている帯状の地域のことである。高緯度低圧帯（こういどていあつたい）ともいう。

## 概要
ハドレー循環によって緯度20度～30度付近に形成される亜熱帯高気圧は暖かい空気（熱帯気団）、極循環によって両極付近に形成される極高気圧は冷たい空気（北極気団）をそれぞれ持っており、緯度60度付近の地域には、フェレル循環によってそれぞれの高気圧から性質の異なった空気が吹き出される。この空気が衝突する地域では、温度差によって低気圧が発生しやすく、低圧帯となる。
この地域には、極付近の寒冷な空気と温暖な空気との境目にできる極前線、それに次いで冷たい空気と温暖な空気との境目にできる寒帯前線、温暖で湿った空気と温暖で乾いた空気との境目にできる亜熱帯前線などが低気圧とともに現れ、地域によっては大雪、大雨、長雨などのさまざまな気象をもたらす。山脈にさえぎられて湿潤な空気が届かないモンゴルや中央アジアなどを除けば、亜寒帯高圧帯の地域は全体的に冷涼湿潤な気候である。タイガが広がるシベリアやカナダなどがその典型的な例である。
北東アジア～アリューシャン列島南方にかけてのアリューシャン低気圧、アイスランド付近のアイスランド低気圧は「低気圧の墓場」と呼ばれ、冬季は低気圧の常襲地域となり荒れた天候が続く。また、南極海でも緯度が高くなるほど海が荒れ、吠える40度、狂う50度、絶叫する60度などと呼ばれている。
亜寒帯低圧帯となる地域を見ると、偏西風と北大西洋海流の影響で、ヨーロッパの広い範囲で西岸海洋性気候となる。また、東ヨーロッパから西シベリア、北海道、カムチャツカ半島、カナダやアメリカ北部にかけて亜寒帯湿潤気候となる。季節風の影響で、シベリア東部は亜寒帯冬季少雨気候、日本の太平洋側や華中では夏に降水が多い温暖湿潤気候、日本の日本海側では冬の降水が多い温暖湿潤気候となる。
もっとも、1年中常に低圧部になっているというわけではなく、年間平均で見ると現れてくる低圧部である。